# Pantokrator (musikgrupp)
Pantokrator är ett kristet death metal-band. Det bildades på hösten 1996 som coverband (till Tourniquet och Mortification) och är från Småland i Sverige. Ordet Pantokrator härstammar från antikens Grekland som på svenska betyder "Allhärskare", vilket är namnet på bandets första EP (1998). I dess första studioalbum Blod (2003) är merparten av låtarnas originaltexter på svenska.

## Medlemmar
Nuvarande medlemmar
- Mattias Johansson – gitarr (1996– )
- Karl Walfridsson – growl (1996– )
- Jonas Wallinder – basgitarr, fiol (1997– )
- Rickard Gustafsson – trummor (1997– )
- Jonathan "Steele" Jansson – gitarr, bakgrundssång (2003– )

Tidigare medlemmar
- Hubertus Liljegren – gitarr

Turnerande medlemmar
- Johan Ylenstrand – basgitarr (2013– )
- Linus Pilebrand – basgitarr (2011)

## Diskografi
Demo
- 1997 – Unclean Plants - Ancient Path (kassett)
- 1998 – Even unto the Ends of the Earth (kassett)

Studioalbum
- 2003 – Blod (CD)
- 2007 – Aurum (CD)
- 2014 – Incarnate (CD, 12" vinyl)

EP
- 1998 – Allhärskare (CD)
- 2001 – Songs of Solomon (CD)

Singlar
- 2007 – "Leviathan" (CD)
- 2010 – "The Initiation" (CD)
- 2016 – "Awesome God" (digital)
- 2017 – "Day of Wrath" (digital)
- 2020 – "Crossroads"

Samlingsalbum
- 2000 – 97-98 (kassett)
- 2001 – 1997-2000 (CD)
- 2006 – A Decade of Thoughts (CD-samling med 7 nya spår)
- 2014 – Sands of Time (2CD)

Annat
- 2001 – In the Bleak Midwinter / Songs of Solomon (delad CD-album: Pantokrator / Sanctifica)